# Tysklands Grand Prix 1961
Tysklands Grand Prix 1961 var det sjätte av åtta lopp ingående i formel 1-VM 1961.  

## Resultat
1. Stirling Moss, R R C Walker (Lotus-Climax), 9 poäng
2. Wolfgang von Trips, Ferrari, 6
3. Phil Hill, Ferrari, 4
4. Jim Clark, Lotus-Climax, 3
5. John Surtees, Reg Parnell (Cooper-Climax), 2
6. Bruce McLaren, Cooper-Climax, 1
7. Dan Gurney, Porsche
8. Richie Ginther, Ferrari
9. Jackie Lewis, H&L Motors (Cooper-Climax)
10. Roy Salvadori, Reg Parnell (Cooper-Climax)
11. Tony Maggs, Louise Bryden-Brown (Lotus-Climax)
12. Ian Burgess, Camoradi (Cooper-Climax)
13. Hans Herrmann, Porsche
14. Carel Godin de Beaufort, Ecurie Maarsbergen (Porsche)
15. Tony Marsh, Tony Marsh (Lotus-Climax)
16. Gerry Ashmore, Gerry Ashmore (Lotus-Climax)

### Förare som bröt loppet
- Willy Mairesse, Ferrari (varv 13, olycka)
- Maurice Trintignant, Scuderia Serenissima (Cooper-Maserati) (12, motor)
- Bernard Collomb, Bernard Collomb (Cooper-Climax) (11, för få varv)
- Lorenzo Bandini, Scuderia Centro Sud (Cooper-Maserati) (10, motor)
- Tony Brooks, BRM-Climax (6, motor)
- Joakim Bonnier, Porsche (5, motor)
- Wolfgang Seidel, Scuderia Colonia (Lotus-Climax) (3, hantering)
- Graham Hill, BRM-Climax (1, olycka)
- Innes Ireland, Lotus-Climax (1, brand)
- Jack Brabham, Cooper-Climax (0, olycka)

### Förare som ej startade
- Michel May, Scuderia Colonia (Lotus-Climax) (olycka)